# فلاديسلاف ياكوفليف (لاعب كرة قدم)
فلاديسلاف ياكوفليف (الروسية: Владислав Геннадьевич Яковлев) هو لاعب كرة قدم روسي، ولد في 14 فبراير 2002. لعب مع سيسكا موسكو.

## وصلات خارجية
- فلاديسلاف ياكوفليف (لاعب كرة قدم) على موقع الاتحاد الأوربي (الإنجليزية)
- فلاديسلاف ياكوفليف (لاعب كرة قدم) على موقع قاعدة بيانات كرة القدم.إي يو (الإنجليزية)
- فلاديسلاف ياكوفليف (لاعب كرة قدم) على موقع Soccerway.com (الإنجليزية)
- فلاديسلاف ياكوفليف (لاعب كرة قدم) على موقع عالم كرة القدم.نت (الإنجليزية)